# Восстание Мау-Мау
Восстание Мау-Мау — произошедшее в 1950-е годы восстание народов Кении (главным образом, кикуйю, а также эмбу и меру) против английской практики отъёма земли у африканцев. Это восстание стало самым кровопролитным конфликтом Великобритании после Второй мировой войны, также является ярким примером геноцида народа кикуйю английскими властями.
Восстание Мау-Мау — это затяжной конфликт, происходивший в колониальной Кении с 1952 по 1960 год. Целью восстания было добиться политических и экономических требований, а также изменений программы земельной реформы в Кении, которая в то время находилась под британским колониальным правлением. Конфликт получил свое название от названия группы ополченцев, которая боролась против британского правления (Бывшие участники движения Мау-Мау утверждали, что они никогда не называли себя так, вместо этого предпочитая название Кенийская армия земли и свободы (KLFA)).  Точное происхождение названия «Мау-Мау» неизвестно, однако по одной версии, это анаграмма слов «ума-ума», что означает «убирайтесь, убирайтесь». По другой – оно происходит от выражения «ма умау», то есть «наши деды». Впервые это выражение использовали в конце 1930-х, когда местные крестьяне восстали против массовой конфискации скота,  призвали колонистов покинуть их земли и позволить кенийцам жить свободно, как их предки. Еще один вариант – это сокращение, которое переводится с суахили как «пусть иностранцы вернутся, а африканцы обретут независимость». Некоторые исследователи, такие, как Фред Маджалани, утверждают, что британцы просто использовали название для обозначения этноса кикуйю). Движение Мау-Мау состояло в основном из членов этнической группы кикуйю, которая была самой многочисленной и политически активной общиной в колониальной Кении. Однако в восстании также участвовали сторонники из других этнических общин, таких как эмбу и меру.
Истоки движения Мау-Мау коренятся в колониальном опыте Кении. Британцы, установившие контроль над Кенией в конце XIX века, проводили политику отчуждения земель у коренных жителей для создания ферм белых поселенцев. Одновременно они ввели систему трудового законодательства, которая ущемляла права африканских рабочих, которые стали маргинализированными и страдали от экономических трудностей.
В 1948 году колониальное правительство предложило "права африканцев на владение землей" — программу реформ, направленную на улучшение условий жизни африканцев и восстановление прав на землю кенийских фермеров. Это предложение вызвало гнев поселенцев, которые выступили против этого плана. Центральная ассоциация кикуйю также не одобряла программу, так как считала, что предложенные реформы были недостаточными.
В 1950 году в ответ на бездействие кенийского правительства в борьбе за свои права на землю и растущую бедность поселенцев возникло восстание Мау-Мау. Движение поклялось сместить колониальных правителей силой и начало партизанские атаки против колониальных чиновников, поселенцев и африканских коллаборационистов. Несмотря на многочисленные аресты и жесткие военные репрессии со стороны британских колониальных войск, движение распространилось на другие регионы, а его призывы к земельной реформе и независимости стали более убедительными.

## Ход восстания
В октябре 1952 года британский губернатор объявил военное положение, и незадолго до полуночи 21 октября началась операция «Джок Скотт»; губернатор подписал 183 ордера на арест или задержание, и к утру было задержано около 100 «политически неблагонадёжных».
Сначала деятельность британцев сводилась к случайным рейдам и т. н. «генеральным зачисткам». Однако в течение 1953 года никакого результата меры не дали, сказывалось отсутствие толковой разведки и агентуры в рядах повстанцев; мау-мау не удавалось отсечь от населения, несмотря на переселения, ночные набеги (за 11 рейдов 200 задержанных), досмотры (под мышкой у членов мау-мау полагались бритвенные насечки), обыски, депортации и т. д. В ходе двух акций против предполагаемых гнездовищ мау-мау два пригорода Найроби были стёрты с лица земли, один на 7, другой на 8 тысяч жителей, но толку никакого добиться не удалось. Декреты об ограничении передвижений и коммерческой активности представителей племён кикуйю, эмбу и меру, подозреваемых в сочувствии к мау-мау, в Найроби тоже не повлекли положительных последствий.
Атаки на фермы продолжались в следующем году во множестве, совершались группами 5-15 человек, часто с помощью чёрных слуг на фермах; белые в ответ держали оружие под рукой.
В силу местных условий англичанам при подавлении восстания пришлось действовать «по площадям» — предполагаемые зоны обитания повстанцев, а именно леса около горы Кения, а также современные национальные парки Эбурру и Абердэр были объявлены запретными зонами, и всякий появившийся в них рассматривался как мау-мау с расстрелом на месте; в местах расселения кикуйю были учреждены «зоны безопасности», в которых тоже мало кому было дело до прав человека.
24 апреля 1954 года началась операция «Наковальня». До самого конца года Найроби был объявлен на осадном положении, обитатели тщательно проверялись на предмет связей с мау-мау, проводились последовательные проверки, дом за домом, с выставлением кордонов и тщательным изучением личных документов, вопроса о трудоустройстве и розысками спрятанного оружия, а подозрительных лиц и выявленных сторонников движения отправляли «в Лангату» (пять миль к северо-западу от города). Армия параллельно перешла в последовательное порайонное наступление, инженеры создавали сеть путей для облегчения доступа (только 1 полк построил 300 км дорог в Абердэре, 400 около горы Кения), авиация плотно поддерживала военных. Большие усилия прикладывались к лишению противника источников продовольствия. Вдоль леса в Абердэре была сооружена пятидесятимильная канава, к которой прилагались полицейские посты на расстоянии полумили друг от друга, с ловушками, колючей проволокой и т. п., изданы строгие указания держать скот по ночам взаперти и ни в коем случае не заводить посевов в радиусе трёх миль от леса. Введена была в действие и программа по переселению отдалённых деревень, которая вызвала возмущение кикуйю, культура которых основывалась в том числе и на прочной связи с предками, кости которых закопаны под порогами домов.
Интересно, что в числе участников подавления восстания был Иди Амин, будущий пожизненный президент Уганды (тогда — ещё только сержант английской армии), который в дальнейшем войдёт в историю как один из наиболее экстремистских представителей африканского трайбализма.
С 1955 года основным оружием против партизан были банды амнистированных бывших повстанцев, сначала под руководством европейцев, потом под руководством местных, занимавшиеся точечным уничтожением убежищ повстанцев, а также группы местных жителей, которые с ножами в руках прочёсывали леса плечом к плечу, и часто оставляли от пойманных «очень мелкие кусочки». Надо сказать, что повстанцы давали повод для такой жестокости. Например, в ночь с 25-26 марта 1953 года в посёлке Лари Мау-Мау согнали 120 лояльных властям кикуйю в хижины, включая женщин и детей, и сожгли их заживо, убивая любого, кто пытался бежать.
Все эти меры дали положительный результат — мау-мау перестали существовать огромными толпами, а превратились в относительно легко истребляемые малые группы.
Последний вылет авиации состоялся в июне 1956, а конец инсургенции, как принято считать, положил захват в плен в октябре 1956 лидера повстанцев Кимати. 17 октября его ранили в районе Ньери, но он сумел спастись бегством через лес, провёл в пути 28 часов беспрерывно и покрыл за это время 80 миль, пока не упал от слабости; потом он охотился по ночам на что придётся, пока 21 числа его не нашёл местный полицейский. Лидер инсургентов был казнён англичанами вскоре после захвата в плен.
В январе 1960 года чрезвычайное положение отменено. В декабре 1963 года Кения стала независимым государством.
Пропаганда колонизаторов достаточно преуспела в создании крайне негативного образа движения. Например, до сих пор можно встретить утверждения, что название пошло от термина, который священник в кенийской глубинке использовал, дабы заклеймить это явление. По другой версии, название происходит от звука, который издаёт гиена, пожирающая падаль.
До сих пор о мау-мау бытует представление, основанное на диких слухах, которые распространяли противники движения много лет назад. Например, говорят, что вступавший в секту должен был поклясться под страхом смертной казни не выдавать секрета существования секты, не предавать укравших у европейца, платить взносы; клятву он должен был повторить семь раз, каждый перемежая пробой жертвенного мяса и крови, в процессе были задействованы магические компоненты. Говорят, что со временем мау-мау начали силой заставлять соотечественников приносить клятву, мол, в обществе, где все верят в колдовство, нарушить её немыслимо.
Чёрные мифы о мау-мау на удивление живучи. Утверждают[кто?], что участники движения уничтожали колонизаторов с особой жестокостью, пожирали их трупы, а между боевыми вылазками устраивали разнообразные культовые мероприятия, в которых важную роль играли каннибализм и скотоложество. Якобы образ партизан был настолько омерзителен, что даже первый премьер и президент страны Джомо Кениата, которого британцы в своё время обвиняли в том, что он был духовным вождём движения, не отменил колониального запрета на деятельность «мау-мау».
Нельзя отрицать, что акции мау-мау были очень жестокими, но зверства практиковались с обеих сторон. Однако соотношение количества убитых не сопоставимо. Если по числу убитых повстанцами гражданских лиц среди исследователей разночтения невелики, то относительно потерь африканцев вопрос до сих пор открыт. Считается, что за все годы восстания мау-мау убили лишь 32 белых поселенца (в том числе одного ребёнка) и 49 индийцев. Также от их рук погибли 1800 мирных жителей африканского происхождения, лояльные колонизаторам. В боях и при террористических нападениях были убиты 200 британских солдат и полицейских, а также 500 африканцев из колониальных формирований, что опровергает распространённое мнение, будто мау-мау нападали лишь на мирных жителей и «лишь один-единственный раз атаковали административный объект — полицейский участок, разорённый ради получения оружия». Также повстанцы не нападали на железные дороги, экономические и социальные объекты. Фактически, неизвестно о случаях нападения на официальных лиц и чиновников.
О потерях со стороны повстанцев и о количестве африканцев, пострадавших от колониального террора и репрессий, идут споры. Правительство Кении периодически требует от Великобритании рассекретить архивы с документами, которые могут пролить свет на события той эпохи. Время от времени Лондон уступал под давлением общественности и правозащитников, рассекречивая часть из них, и лишь в 2011 году историки получили доступ к документам о подавлении восстания мау-мау, которые были закрыты 50 лет. Исследователям предстоит ещё много работы, но несомненно, что масштабы насилия в отношении подозреваемых повстанцев Мау-Мау были очень широкими. Артур Янг, комиссар полиции Кении, занимавший этот пост менее восьми месяцев 1954 года, прежде чем он ушёл в отставку в знак протеста, заявлял, что «ужасы в некоторых лагерях должны быть расследованы без промедления».
Один британский офицер так описывал свои действия после захвата трёх известных мау-мау:

Я сунул револьвер прямо в его улыбающийся рот, сказал что-то, не помню что, и нажал на спусковой крючок. Его мозг разлетелся по всему полицейскому участку. Два других Микки (презрительное название мау-мау) стояли, глядя пустыми глазами. Я сказал им, что если они не скажут мне, где найти остальную банду, я убью их. Они не сказали ни слова, поэтому я выстрелил в них обоих. Один из них был ещё не мёртв, поэтому я выстрелил ему в ухо. Когда младший инспектор подъехал, я сказал ему, что Микки попытались скрыться. Он не верил мне, но всё, что он сказал, было «похороните их».

Один белый поселенец из особого отдела полицейского резерва Кении тех лет так описал допрос мау-мау, подозреваемых в убийстве, в котором он помогал:

К тому времени я отрезал его яйца и уши и выколол его глаза. Жаль, он умер прежде, чем мы получили от него много информации

В пытках широко использовался электрошок, а также сигареты и огонь. Бутылки, оружейные стволы, ножи, змеи, ящерицы вкладывались в распоротые животы мужчин и во влагалища женщин.

Колонизаторы утверждали, что в ходе карательных операций было убито 11500 повстанцев, и отрицали жертвы среди чёрного гражданского населения. Исследователь Дэвид Андерсон считает, что реальная цифра, вероятно, более 20000. Другой исследователь заявлял, что число жертв достигло не менее 70 000, и даже что оно может составлять сотни тысяч. Однако это было убедительно опровергнуто британским демографом Джоном Блэйкером, на основе данных переписей и расчётов с учётом рождаемости. Блэйкер считает, что общее число убитых африканцев составило около 50000.
Сегодня члены мау-мау признаны властями Кении как герои войны за независимость, пожертвовавшие своей жизнью, чтобы освободить кенийцев от колониального господства. Правительство Кении ввело специальный праздник Mashujaa Day (День Героев), который будет отмечаться ежегодно 20 октября. Стоит заметить, что Mashujaa Day заменил праздник, посвящённый первому президенту Кениате, который в своё время осуждал террор мау-мау.
В 2003 г. власти Кении официально зарегистрировали Ассоциацию ветеранов войны «мау-мау». Её представители требуют от Британии компенсации за пытки повстанцев.
21 января 2019 года британская газета «Morning Star» опубликовала эксклюзивный материал об уничтожении Форин-офисом (Министерство иностранных дел Великобритании) документов о причастности британского правительства к подавлению восстания. Документы об этих преступлениях против человечности должны были открыть для общественности уже давно. Но годами МИД Британии врал о том, что они, якобы, «утеряны». И лишь относительно недавно несколько кенийцев, бывших «мау-мау», выживших в те годы, довели дело до лондонского суда. Тот заставил Форин-офис «разыскать» несколько файлов, которые каким-то чудом уцелели. Эти документы подтвердили и жестокость колониальных властей, и то, что британские чиновники скрывали свои преступления. Например, нашлась фраза генерального прокурора британской администрации в Кении: «Если мы собираемся грешить, то должны грешить тихо». Как пишет газета, МИД Британии публично извинился перед историками за сожжение документов, но не отказался от практики уничтожения документов.